# Numidijski jezik
Numidijski jezik (ISO 639: nxm; numidski, drevni berberski, libijsko-berberski), drevni afrazijski jezik berberske skupine, koji se oko 200 godine prije Krista govorio na sjeverozapadu Afrike, na području današnjeg Alžira i Maroka.
Numidijski je bio jezik Numiđana. Plemena što su tamo živjela pripadala su konfederacijama Masilijci ili Mesulijanci (Masili) (lat.: Massylii) i Masesili (lat.: Masaesyli)

## Vanjske poveznice
- The Numidian Language